# Persis Khambatta
Persis Khambatta (Bombaim, Maharashtra, 2 de outubro de 1948 – Bombaim, 18 de agosto de 1998) foi uma modelo e atriz indiana. Ela era da etnia Parsi e religião de Zoroastro.

## Carreira
Khambatta começou como modelo aos 13 anos de idade. Aos 15 anos, Khambatta tornou-se Miss Índia 1965, vestida com roupas que ela comprou no último minuto. Ela participou posteriormente do concurso de Miss Universo 1965.
Depois do concurso de Miss Universo, Khambatta decidiu ingressar como atriz, mas não conseguiu através de Bollywood ou de outras indústrias de cinema indiano, em parte devido à seu relativo visual "ocidentalizado", que não agradava a convencional audiência indiana. Mais tarde, ela entrou no mundo do cinema internacional.
Khambatta se tornou modelo da empresa Revlon. A partir de 1975, ela teve pequenos papéis como em Conduta Imprópria (Conduct Unbecoming) e The Wilby Conspiracy ou em Falcões da Noite de 1981. Ela teve uma breve carreira no cinema, que incluiu o papel onde ela é mais reconhecida, como a tenente Ilia, em Star Trek: The Motion Picture, (1979).

## Morte
Em 1998, Khambatta foi levada para o Hospital da Marinha em Bombaim reclamando de dores no peito. Ela morreu numa quarta-feira de um ataque cardíaco. Seu funeral foi realizado em Bombaim, em 19 de agosto de 1998. Ela tinha 50 anos incompletos. No entanto, nem todos aceitaram a morte de Persis Khambatta como sendo de causas naturais. Edward Lozzi, executivo de relações públicas de Beverly Hills, um ex-namorado de Khambatta, enviou uma carta na qual relatava às autoridades da Índia sobre as ameaças que Khambatta recebia nos Estados Unidos de fanáticos políticos na Índia. Khambatta era uma forte aliada de Indira Gandhi e até fez campanha para ela antes de seu assassinato.
Lozzi contratou um investigador particular em Bombaim para investigar a autópsia, o corpo, o atestado de óbito e entrevistar os funcionários do hospital onde ela supostamente morreu. Nada tornou-se público, exceto que seu corpo fora cremado. Lozzi enviou um comunicado à imprensa anunciando seus temores de que a morte de Persis Khambatta foi devido ao jogo sujo.